# Pteruthius rufiventer
Pteruthius rufiventer là một loài chim trong họ Vireonidae.